# Gran Premio di superbike di Assen 1993
Il Gran Premio di Superbike di Assen 1993 è stata la decima prova su tredici del Campionato mondiale Superbike 1993, è stato disputato il 12 settembre sul TT Circuit Assen e ha visto la vittoria di Carl Fogarty in gara 1, lo stesso pilota si è ripetuto anche in gara 2.

## Risultati

### Gara 1

#### Arrivati al traguardo[3]
| Pos. | Nº | Pilota               | Motocicletta | Tempo     | Griglia | Punti |
| ---- | -- | -------------------- | ------------ | --------- | ------- | ----- |
| 1º   | 4  | Carl Fogarty         | Ducati       | 33:54.780 | 1º      | 20    |
| 2º   | 11 | Scott Russell        | Kawasaki     | +0:02.800 | 3º      | 17    |
| 3º   | 6  | Aaron Slight         | Kawasaki     | +0:27.460 | 4º      | 15    |
| 4º   | 7  | Stéphane Mertens     | Ducati       | +0:27.700 | 11º     | 13    |
| 5º   | 69 | James Whitham        | Yamaha       | +0:31.220 | 6º      | 11    |
| 6º   | 10 | Piergiorgio Bontempi | Kawasaki     | +0:45.810 | 10º     | 10    |
| 7º   | 32 | Terry Rymer          | Yamaha       | +0:45.940 | 8º      | 9     |
| 8º   | 19 | Andreas Hofmann      | Kawasaki     | +0:47.310 | 12º     | 8     |
| 9º   | 14 | Christer Lindholm    | Yamaha       | +0:49.170 | 14º     | 7     |
| 10º  | 34 | Mauro Lucchiari      | Ducati       | +0:49.650 | 7º      | 6     |
| 11º  | 27 | Fred Merkel          | Ducati       | +0:49.950 | 5º      | 5     |
| 12º  | 20 | Jeffry de Vries      | Yamaha       | +0:50.060 | 13º     | 4     |
| 13º  | 23 | Fabrizio Furlan      | Kawasaki     | +0:55.140 | 17º     | 3     |
| 14º  | 99 | Christian Lavieille  | Ducati       | +1:17.180 | 18º     | 2     |
| 15º  | 30 | Ernst Gschwender     | Kawasaki     | +1:17.540 | 20º     | 1     |
| 16º  | 26 | Árpád Harmati        | Yamaha       | +1:20.660 | 16º     |       |
| 17º  | 36 | Mile Pajic           | Kawasaki     | +1:21.490 | 24º     |       |
| 18º  | 40 | Udo Mark             | Yamaha       | +1:27.950 | 28º     |       |
| 19º  | 76 | Jean-Yves Mounier    | Yamaha       | +1:29.540 | 26º     |       |
| 20º  | 89 | Marcel Kellenberger  | Kawasaki     | +1:30.880 | 23º     |       |
| 21º  | 70 | Aldeo Presciutti     | Ducati       | +1:50.870 | 29º     |       |
| 22º  | 50 | Hans Fischer         | Ducati       | +1:51.050 | 35º     |       |
| 23º  | 75 | Roger Kellenberger   | Yamaha       | +1:51.080 | 30º     |       |
| 24º  | 61 | Mauro Mastrelli      | Yamaha       | +1:51.110 | 25º     |       |
| 25º  | 39 | Gerard Van Der Wal   | Yamaha       | +1:51.620 | 36º     |       |
| 26º  | 80 | Herbert Köppel       | Kawasaki     | +1:51.920 | 34º     |       |

#### Ritirati
| Nº | Pilota            | Motocicletta | Giri     | Griglia |
| -- | ----------------- | ------------ | -------- | ------- |
| 17 | Baldassarre Monti | Yamaha       | +6 giri  | 31º     |
| 9  | Giancarlo Falappa | Ducati       | +7 giri  | 2º      |
| 54 | Tripp Nobles      | Honda        | +8 giri  | 32º     |
| 49 | Marcel Ernst      | Kawasaki     | +9 giri  | 37º     |
| 45 | Dominique Sarron  | Yamaha       | +9 giri  | 27º     |
| 5  | Fabrizio Pirovano | Yamaha       | +10 giri | 9º      |
| 46 | Brian Morrison    | Kawasaki     | +15 giri | 15º     |
| 60 | John Barton       | Kawasaki     | +15 giri | 33º     |
| 31 | Alex Vieira       | Yamaha       | +15 giri | 21º     |
| 57 | Philippe Mouchet  | Ducati       | +16 giri | 22º     |

### Gara 2

#### Arrivati al traguardo[4]
| Pos. | Nº | Pilota               | Motocicletta | Tempo     | Griglia | Punti |
| ---- | -- | -------------------- | ------------ | --------- | ------- | ----- |
| 1º   | 4  | Carl Fogarty         | Ducati       | 34:02.080 | 1º      | 20    |
| 2º   | 11 | Scott Russell        | Kawasaki     | +0:06.410 | 3º      | 17    |
| 3º   | 7  | Stéphane Mertens     | Ducati       | +0:15.310 | 11º     | 15    |
| 4º   | 5  | Fabrizio Pirovano    | Yamaha       | +0:18.780 | 9º      | 13    |
| 5º   | 69 | James Whitham        | Yamaha       | +0:19.110 | 6º      | 11    |
| 6º   | 6  | Aaron Slight         | Kawasaki     | +0:20.470 | 4º      | 10    |
| 7º   | 9  | Giancarlo Falappa    | Ducati       | +0:20.670 | 2º      | 9     |
| 8º   | 14 | Christer Lindholm    | Yamaha       | +0:37.960 | 14º     | 8     |
| 9º   | 32 | Terry Rymer          | Yamaha       | +0:38.080 | 8º      | 7     |
| 10º  | 10 | Piergiorgio Bontempi | Kawasaki     | +0:39.290 | 10º     | 6     |
| 11º  | 20 | Jeffry de Vries      | Yamaha       | +0:39.330 | 13º     | 5     |
| 12º  | 19 | Andreas Hofmann      | Kawasaki     | +0:50.500 | 12º     | 4     |
| 13º  | 23 | Fabrizio Furlan      | Kawasaki     | +0:50.570 | 17º     | 3     |
| 14º  | 36 | Mile Pajic           | Kawasaki     | +1:04.340 | 24º     | 2     |
| 15º  | 31 | Alex Vieira          | Yamaha       | +1:08.360 | 21º     | 1     |
| 16º  | 46 | Brian Morrison       | Kawasaki     | +1:08.450 | 15º     |       |
| 17º  | 40 | Udo Mark             | Yamaha       | +1:08.580 | 28º     |       |
| 18º  | 89 | Marcel Kellenberger  | Kawasaki     | +1:08.960 | 23º     |       |
| 19º  | 75 | Roger Kellenberger   | Yamaha       | +1:34.920 | 30º     |       |
| 20º  | 61 | Mauro Mastrelli      | Yamaha       | +1:35.070 | 25º     |       |
| 21º  | 26 | Árpád Harmati        | Yamaha       | +1:36.100 | 16º     |       |
| 22º  | 76 | Jean-Yves Mounier    | Yamaha       | +1:36.170 | 26º     |       |
| 23º  | 54 | Tripp Nobles         | Honda        | +1:45.590 | 32º     |       |
| 24º  | 49 | Marcel Ernst         | Kawasaki     | +1:46.190 | 37º     |       |
| 25º  | 80 | Herbert Köppel       | Kawasaki     | +1 giro   | 34º     |       |
| NC   | 39 | Gerard Van Der Wal   | Yamaha       | +11 giri  | 36º     |       |

#### Ritirati
| Nº | Pilota              | Motocicletta | Giri     | Griglia |
| -- | ------------------- | ------------ | -------- | ------- |
| 34 | Mauro Lucchiari     | Ducati       | +2 giri  | 7º      |
| 99 | Christian Lavieille | Ducati       | +3 giri  | 18º     |
| 45 | Dominique Sarron    | Yamaha       | +7 giri  | 27º     |
| 70 | Aldeo Presciutti    | Ducati       | +7 giri  | 29º     |
| 30 | Ernst Gschwender    | Kawasaki     | +8 giri  | 20º     |
| 27 | Fred Merkel         | Ducati       | +8 giri  | 5º      |
| 50 | Hans Fischer        | Ducati       | +11 giri | 35º     |